# Mallory Jansen
Mallory Jansen (* 18. června 1989, Melbourne, Austrálie) je australská převážně televizní herečka. V televizní roli se poprvé objevila v roce 2012 v miniseriálu Howzat! Kerry Packer's War, kde ztvárnila Sharon. Následně účinkovala v dalším miniseriálu INXS: Never Tear Us Apart a hrála vedlejší roli v seriálech Mladí a hladoví a Tři kluci a nemluvně (všechny 2014). V letech 2015 a 2016 hrála hlavní roli v seriálu Galavant, kde ztvárnila královnu Madalenu. Během let 2016 a 2017 hrála vedlejší roli v seriálu Agenti S.H.I.E.L.D.

## Filmografie

### Film
| Rok  | Název    | Role | Poznámky    |
| ---- | -------- | ---- | ----------- |
| 2013 | Half Way | Syd  | krátký film |

### Televize
| Rok       | Název                       | Role                                        | Poznámky                        |
| --------- | --------------------------- | ------------------------------------------- | ------------------------------- |
| 2012      | Ze hry: Válka Kerry Packera | Sharon                                      | miniseriál                      |
| 2013      | Mr & Mrs Murder             | Rachel Glass                                | díl: „En Vogue“                 |
| 2013      | Twentysomething             | Kelly                                       | díl: „Fake It Till You Make It“ |
| 2014      | INXS: Never Tear Us Apart   | Helena Christensen                          | miniseriál                      |
| 2014      | Tři kluci a nemluvně        | Georgie Farlow                              | vedlejší role; 4 díly           |
| 2014      | Mladí a hladoví             | Caroline Penelope Huntington                | vedlejší role; 6 dílů           |
| 2015–2016 | Galavant                    | Madalena                                    | hlavní role; 18 dílů            |
| 2016–2017 | Agenti S.H.I.E.L.D.         | AIDA, Agnes Kitsworth Madame Hydra, Ophelia | vedlejší role, 10 dílů          |
| 2017      | Americká manželka           | Nina                                        | 2 díly                          |
| 2018      | Tohle jsme my               | Emma Wade                                   | díl: „Vegas, Baby“              |
| 2018      | Odstřelovač                 | Margo                                       | 2 díly                          |
| 2020      | Dvanáct vánočních zastavení | Jennifer Holloway                           | TV film (Hallmark)              |
| 2021      | The Big Leap                | Monica Suillvan                             | hlavní role                     |
| 2021      | Her Pen Pal                 | Victoria                                    | TV film (Hallmark)              |
| 2022      | Francesca Queen, PI         | Francesca                                   | TV film (Hallmark)              |

## Ocenění a nominace
| Rok  | Ocenění                        | Kategorie                    | Práce                                      | Výsledek |
| ---- | ------------------------------ | ---------------------------- | ------------------------------------------ | -------- |
| 2012 | TVLine's Performer of the Week | nejlepší herecký výkon týdne | Agenti S.H.I.E.L.D. (za díl: „The Return“) | nominace |